# Jacqueline Emerson
Jacqueline Emerson, dite Jackie Emerson, née le 21 août 1994 à Washington, D.C., est une actrice et chanteuse américaine. Elle a notamment interprété le rôle de Finch (surnommée la Renarde) dans Hunger Games.

## Biographie

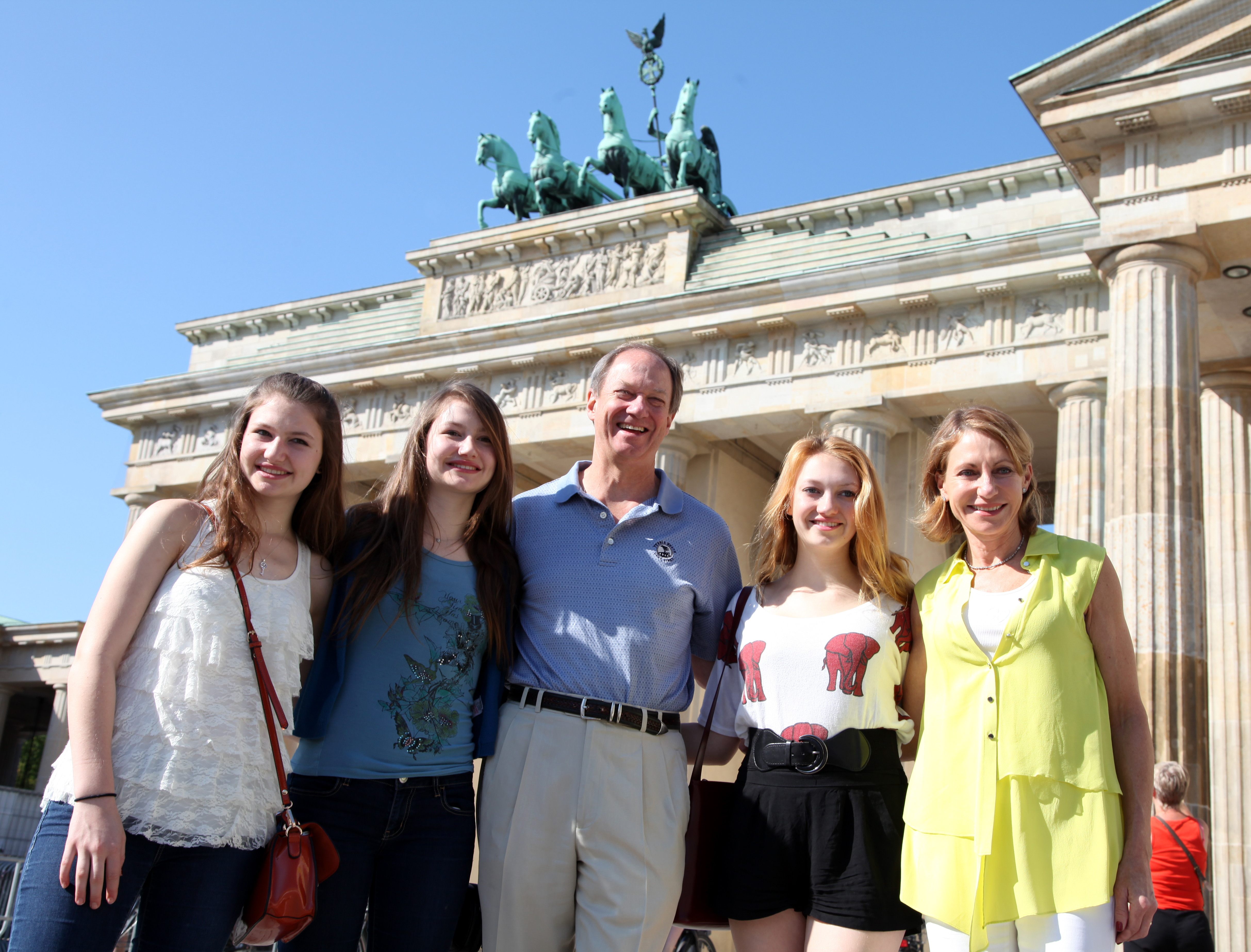
Jacqueline Emerson avec sa famille en 2013.

Jacqueline Emerson est née à Washington, D.C.. Après la naissance de ses deux jeunes sœurs jumelles, elle et sa famille ont déménagé à Los Angeles. Dès son plus jeune âge, Jacqueline a porté un intérêt à la fois pour le théâtre et pour le chant. 
Elle est aussi une grande fan de la saga Harry Potter, et était présente au LeakyCon en 2013. Lors d'une interview, elle a confié être une amie d'Evanna Lynch, que son personnage préféré avait toujours été Luna et qu'elle même faisait partie de la maison Serdaigle.
En 2006, elle a participé à l'enregistrement de bande Disney Dev2.O. Elle a depuis participé à des voix-off pour la radio et la télévision. Elle a également joué dans de nombreuses productions de qualité professionnelle avec Reprise, ou encore l'Opéra de Los Angeles. Jacqueline est une musicienne passionnée qui passe le reste de son temps libre à écrire des chansons et à chanter. Elle a enregistré un CD pour amasser des fonds pour le Saint Bernard Project afin de reconstruire les habitats des sinistrés de l'ouragan Katrina.
En août 2013, son père, John B. Emerson, a été nommé ambassadeur des États-Unis en Allemagne. Depuis, elle vit avec sa famille à Berlin.

## Filmographie
| Année | Titre                      | Rôle       | Notes         |
| ----- | -------------------------- | ---------- | ------------- |
| 2012  | Hunger Games               | La Renarde |               |
| 2014  | The Well                   | Skye       | en production |
| 2014  | The Curse of Downers Grove | Eyde       | en production |
| 2014  | I Want To Believe          | Olivia     | en production |

| Année | Titre               | Rôle         | Notes                |
| ----- | ------------------- | ------------ | -------------------- |
| 2006  | Le Roi de Las Vegas | Tiger Twins  | Voix uniquement (VO) |
| 2024  | Chicago Med         | Kimmy Pruitt | Saison 9, épisode 8  |